# CoCo
Pour la chanson de O.T. Genasis, voir CoCo (chanson).
CoCo est un groupe féminin de J-pop, actif de 1989 à 1994, composé de cinq idoles japonaises. Il interprète notamment deux génériques pour la série anime Ranma 1/2 en 1990 : Equal Romance et Omoide ga Ippai. En mai 1992, Azusa Senō quitte le groupe pour continuer sa carrière en solo, et CoCo continue en tant que quatuor. Les membres restantes sortent en parallèle au groupe quelques singles en solo. Après leur séparation en 1994, seule Rieko Miura continue une carrière solo régulière, jusqu'en 1997.

## Membres
- Azusa Senō (瀬能あづさ?, née le 3 avril 1973), quitte en mai 1992.
- Rieko Miura (三浦 理恵子?, née le 1er septembre 1973)
- Mikiyo Ōno (大野幹代?, née le 17 juin 1974)
- Erika Haneda (羽田恵理香?, née le 7 mars 1973)
- Maki Miyamae (宮前真樹?, née le 16 janvier 1973)

## Discographie

### Singles
1. Equal Romance (EQUALロマンス?) (6 septembre 1989)
2. Hanbun Fushigi (はんぶん不思議?) (14 janvier 1990)
3. Natsu no Tomodachi (夏の友達?) (17 mai 1990)
4. Sasayaka na Yūwaku (ささやかな誘惑?) (5 septembre 1990)
5. Live Version (1er janvier 1991)
6. News na Mirai (Newsな未来?) (10 avril 1991)
7. Muteki no Only You (無敵のOnly You?) (31 juillet 1991)
8. Yume Dake Miteru (夢だけ見てる?) (4 décembre 1991)
9. Dakara Namida to Yobanaide (だから涙と呼ばないで?) (17 avril 1992)
10. Natsuzora no Dreamer (夏空のDreamer?) (5 août 1992)
11. Yokohama Boy Style (横浜Boy Style?) (20 novembre 1992)
12. Chiisa na Ippa de (ちいさな一歩で?) (21 avril 1993)
13. Koi no Junction (恋のジャンクション?) (3 novembre 1993)
14. You're My Treasure - Tōi Yakusoku (You're my treasure〜遠い約束?) (6 juillet 1994)

### Albums
Album originaux
1. Strawberry (14 mars 1990)
2. Snow Garden (7 novembre 1990) (mini-album)
3. Straight (21 mars 1991)
4. Share (25 mars 1992)
5. Sylph (16 décembre 1992)
6. Sweet & Bitter (21 juillet 1994)

Collaboration
1. Modern Dōyō (モダンどうよう?) (mini-album par Sample Batlers Tokyo featuring CoCo) (20 août 1993)

Compilations
1. CoCo Ichiban! (CoCo1番!?) (10 juillet 1991)
2. CoCo Personal Best (CoCoパーソナルベスト?) (20 août 1993)
3. Singles (3 août 1994)
4. My Kore! Kushon CoCo Best (MYこれ!クション CoCo BEST?) (21 novembre 2001)
5. Straight + Single Collection (STRAIGHT + シングルコレクション?) (16 juillet 2008)
6. CoCo Uta no Ōmoka Sono 1 (CoCo☆うたの大百科その1?) (3 septembre 2008)
7. CoCo Uta no Ōmoka Sono 2 (CoCo☆うたの大百科その2?) (3 septembre 2008)
8. My Kore! Lite CoCo (21 avril 2010)

## Vidéos
1. Waiiha de CoCo (28 mars 1990)
2. Heart-to-Heart　CoCo First Concert (21 juin 1990)
3. CoCo 1991 Concert Haru wa CoCo Kara (CoCo1991コンサート　春はCoCoから?) (29 mai 1991)
4. CoCo Concert '92 Haru wa CoCo Kara Final ~Budoukan Special~ (CoCoコンサート'92　春はCoCoからファイナル～武道館スペシャル～?) (21 août 1992)
5. CoCo Natsu '92 Concert Tour (CoCo夏'92 Concert Tour?) (20 novembre 1992)
6. Together (20 novembre 1992)
7. CoCo-DoCo!? -Munasawagi no Hawaiian Kiss- (CoCo-DoCo!?-胸騒ぎのHawaiian Kiss-?) (17 septembre 1993)
8. CoCo Concert '93 De Luxe Edition ～Haru-wa CoCo Kara & Clips～ (1er décembre 1993)
9. The CoCo Collection -First & Last Video Clips- (21 juillet 1994)
10. CoCo Forever Final concert "8.21" Tokyo Bay NK Hall & Document of "CoCo was CoCo made" (18 novembre 1994)
11. CoCo Legend Singles Live Collection 1989-94 (4 octobre 1995)

## Livres
- CoCo ga Sukii (28 novembre 1989)
- CoCo Natsu Memor (8 mars 1990)
- Jyoji CoCo Sei Special (28 octobre 1990)
- Oshaberi Parade CoCo made Oide ~Dream Palette Hen~ (10 décembre 1990)
- Bonny, Bonnie ~Bonny Bonnie~ (15 mars 1991)
- Oshaberi Parade CoCo made Oide ~5 Carat no Romance Hen~ (1er juillet 1991)
- Oshaberi Parade CoCo made Oide ~5 Carat no Romance Part 2~ (1er décembre 1991)
- CoCo (25 février 1992)
- Yume wa CoCo Kara (28 octobre 1992)
- Kore ga Uwasa no Omaji nai Pet Chakra da! (30 avril 1994)
- Sweet & Bitter (25 juillet 1994)
- Mirai wa CoCo kara (20 octobre 1994)

## Liens
- (ja) Discographie de CoCo sur le site de l'Oricon
- (en) Fiche de CoCo sur idollica
- (ja) Site de fan sur CoCo